# Nagroda za działalność humanitarną im. Jeana Hersholta
Nagroda za działalność humanitarną im. Jeana Hersholta (ang. Jean Hersholt Humanitarian Award) – nagroda przyznawana przez Amerykańską Akademię Sztuki i Wiedzy Filmowej (AMPAS) od 1956. Statuetka Oscara wręczana jest ludziom z branży rozrywkowej, którzy w znaczący sposób odznaczyli się swoją filantropijną działalnością i przyczynili się do szerzenia informacji na temat problemów świata. Pierwszy raz została wręczona w 1957, podczas 29 ceremonii rozdania Oscarów.

## Historia
Jean Hersholt był duńskim aktorem, który wyemigrował do Stanów Zjednoczonych w 1913, dwukrotnie nagradzanym Oscarem Honorowym, podczas 12 i 21 rozdania. Przez 18 lat był przewodniczącym Motion Picture Relief Fund, organizacji, która zapewniała pomoc i wsparcie finansowe dla pracowników branży filmowej. Odegrał kluczową rolę w stworzeniu Motion Picture & Television Country House and Hospital w Woodland Hills w Kalifornii, ośrodka dla emerytów z branży filmowej i telewizyjnej.
W latach 1945–1949 pełnił funkcję prezesa Akademii, w czasie, kiedy studia w Hollywood przestały finansować coroczną ceremonię wręczania nagród. Dzięki staraniom Hersholta organizacja zdołała przetrwać problemy. Zmarł 2 czerwca 1956 roku i niemal natychmiast Akademia ustanowiła nagrodę specjalna za działalność humanitarną jego imienia, jako jednego z najbardziej zasłużonych dla branży filmowej filantropów.

## Laureaci

### 1957–1959
| Rok wręczenia nagrody | Ceremonia wręczenia nagrody     | Laureat          |
| --------------------- | ------------------------------- | ---------------- |
| 1957                  | 29. ceremonia wręczenia Oscarów | Y. Frank Freeman |
| 1958                  | 30. ceremonia wręczenia Oscarów | Samuel Goldwyn   |
| 1959                  | 31. ceremonia wręczenia Oscarów | nieprzyznana     |

### 1960–1969
| Rok wręczenia nagrody | Ceremonia wręczenia nagrody     | Laureat           |
| --------------------- | ------------------------------- | ----------------- |
| 1960                  | 32. ceremonia wręczenia Oscarów | Bob Hope          |
| 1961                  | 33. ceremonia wręczenia Oscarów | Sol Lesser        |
| 1962                  | 34. ceremonia wręczenia Oscarów | George Seaton     |
| 1963                  | 35. ceremonia wręczenia Oscarów | Steve Broidy      |
| 1964                  | 36. ceremonia wręczenia Oscarów | nieprzyznana      |
| 1965                  | 37. ceremonia wręczenia Oscarów | nieprzyznana      |
| 1966                  | 38. ceremonia wręczenia Oscarów | Edmond L. DePatie |
| 1967                  | 39. ceremonia wręczenia Oscarów | George Bagnall    |
| 1968                  | 40. ceremonia wręczenia Oscarów | Gregory Peck      |
| 1969                  | 41. ceremonia wręczenia Oscarów | Martha Raye       |

### 1970–1979
| Rok wręczenia nagrody | Ceremonia wręczenia nagrody     | Laureat          |
| --------------------- | ------------------------------- | ---------------- |
| 1970                  | 42. ceremonia wręczenia Oscarów | George Jessel    |
| 1971                  | 43. ceremonia wręczenia Oscarów | Frank Sinatra    |
| 1972                  | 44. ceremonia wręczenia Oscarów | nieprzyznana     |
| 1973                  | 45. ceremonia wręczenia Oscarów | Rosalind Russell |
| 1974                  | 46. ceremonia wręczenia Oscarów | Lew Wasserman    |
| 1975                  | 47. ceremonia wręczenia Oscarów | Arthur B. Krim   |
| 1976                  | 48. ceremonia wręczenia Oscarów | Jules C. Stein   |
| 1977                  | 49. ceremonia wręczenia Oscarów | nieprzyznana     |
| 1978                  | 50. ceremonia wręczenia Oscarów | Charlton Heston  |
| 1979                  | 51. ceremonia wręczenia Oscarów | Leo Jaffe        |

### 1980–1989
| Rok wręczenia nagrody | Ceremonia wręczenia nagrody     | Laureat                |
| --------------------- | ------------------------------- | ---------------------- |
| 1980                  | 52. ceremonia wręczenia Oscarów | Robert Benjamin        |
| 1981                  | 53. ceremonia wręczenia Oscarów | nieprzyznana           |
| 1982                  | 54. ceremonia wręczenia Oscarów | Danny Kaye             |
| 1983                  | 55. ceremonia wręczenia Oscarów | Walter Mirisch         |
| 1984                  | 56. ceremonia wręczenia Oscarów | M. J. Frankovich       |
| 1985                  | 57. ceremonia wręczenia Oscarów | David L. Wolper        |
| 1986                  | 58. ceremonia wręczenia Oscarów | Charles "Buddy" Rogers |
| 1987                  | 59. ceremonia wręczenia Oscarów | nieprzyznana           |
| 1988                  | 60. ceremonia wręczenia Oscarów | nieprzyznana           |
| 1989                  | 61. ceremonia wręczenia Oscarów | nieprzyznana           |

### 1990–1999
| Rok wręczenia nagrody | Ceremonia wręczenia nagrody     | Laureat                         |
| --------------------- | ------------------------------- | ------------------------------- |
| 1990                  | 62. ceremonia wręczenia Oscarów | Howard W. Koch                  |
| 1991                  | 63. ceremonia wręczenia Oscarów | nieprzyznana                    |
| 1992                  | 64. ceremonia wręczenia Oscarów | nieprzyznana                    |
| 1993                  | 65. ceremonia wręczenia Oscarów | Audrey Hepburn Elizabeth Taylor |
| 1994                  | 66. ceremonia wręczenia Oscarów | Paul Newman                     |
| 1995                  | 67. ceremonia wręczenia Oscarów | Quincy Jones                    |
| 1996                  | 68. ceremonia wręczenia Oscarów | nieprzyznana                    |
| 1997                  | 69. ceremonia wręczenia Oscarów | nieprzyznana                    |
| 1998                  | 70. ceremonia wręczenia Oscarów | nieprzyznana                    |
| 1999                  | 71. ceremonia wręczenia Oscarów | nieprzyznana                    |

### 2000–2009
| Rok wręczenia nagrody | Ceremonia wręczenia nagrody     | Laureat        |
| --------------------- | ------------------------------- | -------------- |
| 2000                  | 72. ceremonia wręczenia Oscarów | nieprzyznana   |
| 2001                  | 73. ceremonia wręczenia Oscarów | nieprzyznana   |
| 2002                  | 74. ceremonia wręczenia Oscarów | Arthur Hiller  |
| 2003                  | 75. ceremonia wręczenia Oscarów | nieprzyznana   |
| 2004                  | 76. ceremonia wręczenia Oscarów | nieprzyznana   |
| 2005                  | 77. ceremonia wręczenia Oscarów | Roger Mayer    |
| 2006                  | 78. ceremonia wręczenia Oscarów | nieprzyznana   |
| 2007                  | 79. ceremonia wręczenia Oscarów | Sherry Lansing |
| 2008                  | 80. ceremonia wręczenia Oscarów | nieprzyznana   |
| 2009                  | 81. ceremonia wręczenia Oscarów | Jerry Lewis    |

### 2010–2019
| Rok wręczenia nagrody | Ceremonia wręczenia nagrody     | Laureat            |
| --------------------- | ------------------------------- | ------------------ |
| 2010                  | 82. ceremonia wręczenia Oscarów | nieprzyznana       |
| 2011                  | 83. ceremonia wręczenia Oscarów | nieprzyznana       |
| 2012                  | 84. ceremonia wręczenia Oscarów | Oprah Winfrey      |
| 2013                  | 85. ceremonia wręczenia Oscarów | Jeffrey Katzenberg |
| 2014                  | 86. ceremonia wręczenia Oscarów | Angelina Jolie     |
| 2015                  | 87. ceremonia wręczenia Oscarów | Harry Belafonte    |
| 2016                  | 88. ceremonia wręczenia Oscarów | Debbie Reynolds    |
| 2017                  | 89. ceremonia wręczenia Oscarów | nieprzyznana       |
| 2018                  | 90. ceremonia wręczenia Oscarów | nieprzyznana       |
| 2019                  | 91. ceremonia wręczenia Oscarów | Geena Davis        |

### 2020-2029
| Rok wręczenia nagrody | Ceremonia wręczenia nagrody     | Laureat            |
| --------------------- | ------------------------------- | ------------------ |
| 2020                  | 92. ceremonia wręczenia Oscarów | nieprzyznana       |
| 2021                  | 93. ceremonia wręczenia Oscarów | Tyler Perry i MPTF |
| 2022                  | 94. ceremonia wręczenia Oscarów | Danny Glover       |
| 2023                  | 95. ceremonia wręczenia Oscarów | Michael J. Fox     |
| 2024                  | 96. ceremonia wręczenia Oscarów | Michelle Satter    |
| 2025                  | 97. ceremonia wręczenia Oscarów | Richard Curtis     |
| 2026                  | 98. ceremonia wręczenia Oscarów | Dolly Parton       |